# Valérie Valère
Valérie Valère (* 1. November 1961 in Paris als Valérie Charlotte Suzanne Samama; † 17. Dezember 1982 in Saint-Maur-sur-le-Loir) war eine französische Schriftstellerin, die sich besonders durch ihre melancholischen Romane mit teils autobiographischen Zügen hervorgetan hat.

## Leben
Valérie Valère wuchs in schwierigen Familienverhältnissen auf. Schon als Kind zeigte sie aufgrund der Vernachlässigung seitens der Eltern Verhaltensauffälligkeiten wie Melancholie, auffallende Schweigsamkeit und Introversion. Daher begann sie schon früh, sich in die Welt der Bücher zu flüchten und ihre Gefühle niederzuschreiben. Im Alter von zwölf Jahren fiel ihre Magersucht auf und als sie nur noch 31 kg wog, wurde sie zwangsweise in eine psychiatrische Klinik eingewiesen, da ihre Eltern zunächst keine Notwendigkeit dafür sahen. Aus der Klinik wird Valère nach vier Monaten und einer Gewichtszunahme von 10 kg wieder entlassen. Ihre psychischen Probleme und ihre Abscheu für die Erwachsenen blieben jedoch bestehen. Weiterhin blieb das Mädchen, das auch in der Schule vereinsamt und isoliert war, mit ihren Problemen allein gelassen, weshalb sie die Magersucht als eine Art Hilferuf ansah. Aufgrund der Freundschaft zu einem jungen Schauspieler besuchte Valérie fortan eine Zirkusschule.
Zwei Jahre später, ihre Eltern waren längst geschieden, begann Valère mit der Niederschrift von Le Pavillon des enfants fous (dt. Das Haus der verrückten Kinder). In diesem Roman verarbeitete sie ihre schlimmen Erfahrungen in der Psychiatrie. Mit 16 Jahren kam sie in die Philosophieklasse des Racine-Gymnasiums. Ihr wurde von einem Verlag vorgeschlagen, das Buch mit leichten Änderungen zu veröffentlichen, was sie allerdings ablehnte. Einige Tage später akzeptierte der Verlag De Stock das Manuskript und brachte es am 9. November 1978 in den Buchhandel. Das Buch verkaufte sich in Frankreich mit mehreren Hunderttausend Exemplaren sehr gut. Mit ihrem Philosophielehrer knüpfte sie Freundschaft, die Anerkennung ihrer Mutter blieb dem Mädchen aber verwehrt.
Innerhalb von zwei Monaten schrieb sie ihren nächsten Roman Malika ou un jour comme tous les autres (dt. Malika oder Komm mit in meinen Traum) nieder und begann anschließend mit der Arbeit an Obsession blanche (dt. Weißer Wahn). Nunmehr volljährig konnte sie ihre Autorenrechte wahrnehmen und bezog eine eigene Wohnung. Obwohl es für kurze Zeit so schien, als würde das Schreiben und der damit verbundene Erfolg sie aufblühen lassen, verfiel sie erneut in Depressionen und beging einen Suizidversuch durch das Schlucken von Medikamenten. Nachdem sie bei einem Brand in ihrer Wohnung am 24. Juni 1980 fast umgekommen wäre, zog Valère wieder zu ihrer Mutter. Dort beendete sie Obsession blanche und schrieb Magnificia Love, nahm aber weiterhin Drogen um der Welt für kurze Zeit entfliehen zu können. Nach einem Umzug von Paris in ein einsam gelegenes Haus auf dem Land schrieb sie den Roman Véra, der ihren depressiven Zustand widerspiegelt. Psychotherapien lehnte sie weiterhin ab, obwohl sie zunehmend lebensmüder wurde. Am 17. Dezember 1982 starb sie nach Missbrauch von Schlafmitteln im Alter von 21 Jahren.

## Zitate
- „Schreiben ist eine sehr große Freiheit, ich habe die Rechtfertigung für das Leben gefunden.“
- „Mein Tod wird (...) wieder in Vergessenheit geraten.“
- „Ihr habt mir eure Welt ins Gesicht geschüttet wie einen Eimer voll Wasser, ich werde nie meinen Weg finden, ich bin verloren.“

## Werke
Veröffentlichtes
- Le Pavillon des enfants fous. 1978.
  - Deutsch: Das Haus der verrückten Kinder. Ein Bericht. Rowohlt, Reinbek 1994, ISBN 3-499-12970-1 (übersetzt von Uli Aumüller, EA Tübingen 1980)
- Malika ou un jour comme tous les autres. 1979.
  - Deutsch: Malika oder Komm mit in meinen Traum. Dtv, München 1989, ISBN 3-423-11065-1 (übersetzt von Thomas Pötzel, EA Tübingen 1981)
- Obsession blanche. 1981.
  - Deutsch: Weißer Wahn. Popa-Verlag, München 1984, ISBN 3-9800542-2-5. (übersetzt von Wolfgang Lasinger)
- Posthum: Laisse pleurer la pluie sur tes yeux. 1987.
  - Deutsch: Der Regen in deinen Augen. Popa-Verlag, München 1989, ISBN 978-3-9258-1810-3 (übersetzt von Wolfgang Lasinger)
- Posthum: Véra, Magnificia Love et pages diverses. 1992.
- Posthum: La Station des désespérés ou les couleurs de la mort. 1992.
- Posthum: Éléonore. 1998.

Unvollendetes bzw. Unveröffentlichtes
- Aurel. 1977.
- Passerelles des-reves. 1978.
- Station D. 1979.
- Autobiographie. 1979.
- Pierre Torran. 1979.